# Lista de vereadores de Barra do Piraí
Esta é a lista de vereadores de Barra do Piraí, município brasileiro do estado do Rio de Janeiro.
A Câmara Municipal de Barra do Piraí, é formada por quinze representantes.

## Legislatura de 2021–2024
Estes são os vereadores eleitos nas eleições de 15 de novembro de 2020, pelo período de 1° de janeiro de 2021 a 31 de dezembro de 2024:
| Mesa Diretora (2021-2022)            |                       |                        |                              |
| Nome                                 | Início do mandato     | Fim do mandato         | Cargo                        |
| Luiz Roberto Coutinho (DEM)          | 1º de janeiro de 2021 | 31 de dezembro de 2022 | Presidente da Câmara         |
| Thiago Felipe Ponciano Soares (PL)   | 1º de janeiro de 2021 | 31 de dezembro de 2022 | 1º Vice-presidente da Câmara |
| Juliano Barbosa do Rego (Rep.)       | 1º de janeiro de 2021 | 31 de dezembro de 2022 | 2º Vice-presidente da Câmara |
| José Luiz de Brum Sabença (DEM)      | 1º de janeiro de 2021 | 31 de dezembro de 2022 | 3º Vice-presidente da Câmara |
| Pedro Fernando de Souza Alves (Rep.) | 1º de janeiro de 2021 | 31 de dezembro de 2022 | 1º Secretário                |
| Elves Costa dos Santos (CIDADANIA)   | 1º de janeiro de 2021 | 31 de dezembro de 2022 | 2º Secretário                |

|    | Nome                                                                                        | Partido                                         | Votos | %    | Observações                                           |
| -- | ------------------------------------------------------------------------------------------- | ----------------------------------------------- | ----- | ---- | ----------------------------------------------------- |
| 1  | Elves Costa dos Santos (Barra do Piraí, 12.01.1981–)                                        | CIDADANIA                                       | 1.546 | 3,38 | 1º mandato                                            |
| 2  | Kátia Cristina Miki da Silva (Barra do Piraí, 01.08.1981–)                                  | CIDADANIA                                       | 1.507 | 3,30 | 1º mandato                                            |
| 3  | Luiz Roberto Coutinho, Tostão (2021) (Volta Redonda, 28.05.1969–Barra do Piraí, 22.06.2021) | Democratas (DEM)                                | 1.437 | 3,14 | 2º mandato. Faleceu durante o mandato                 |
| 4  | Pedro Fernando de Souza Alves, Pedrinho Adl (Vassouras, 30.04.1964–)                        | REPUBLICANOS                                    | 1.293 | 2,83 | 2º mandato                                            |
| 5  | Thiago Felipe Ponciano Soares (2021-2022) (Vassouras, 05.11.1984–)                          | Partido Liberal (PL)                            | 991   | 2,17 | 1º mandato                                            |
| 6  | Rafael Santos Couto (Barra do Piraí, 01.09.1979–)                                           | Partido Liberal (PL)                            | 967   | 2,12 | 2º mandato                                            |
| 7  | Juliano Barbosa do Rego, Juliano da Padaria (Barra do Piraí, 02.08.1988–)                   | REPUBLICANOS                                    | 835   | 1,83 | 1º mandato                                            |
| 8  | Humberto Ribeiro da Silva, Beto Jabá (Barra do Piraí, 18.03.1967–)                          | Partido Renovador Trabalhista Brasileiro (PRTB) | 799   | 1,75 | 1º mandato                                            |
| 9  | José Luiz de Brum Sabença, Pastor Brum (Barra do Piraí, 24.11.1963–)                        | Democratas (DEM)                                | 791   | 1,73 | 2º mandato Licenciado                                 |
| 10 | Roseli Braga de Figueiredo, Roseli Enfermeira (Barra do Piraí, 10.04.1964–)                 | Patriota (PATRI)                                | 786   | 1,72 | 1º mandato                                            |
| —  | Jair Ferreira Borges, Paulista (São Paulo, 23.02.1959–)                                     | Partido Liberal (PL)                            | 780   | 1,71 | 1º mandato Suplente empossado no lugar de Pastor Brum |
| 11 | Luiz Carlos Gomes, Luiz Carlos Paulista (Apiaí, 30.06.1988–)                                | Patriota (PATRI)                                | 641   | 1,40 | 1º mandato                                            |
| —  | Joel de Freitas Tinoco (Barra do Piraí, 02.03.1960–)                                        | Democratas (DEM)                                | 538   | 1,18 | 2º mandato. Suplente empossado no lugar de Tostão     |

## Legislatura de 2017–2020
Estes são os vereadores eleitos nas eleições de 2 de outubro de 2016, pelo período de 1° de janeiro de 2017 a 31 de dezembro de 2020:
|    | Nome                                                                                  | Partido                                            | Votos | %    | Observações |
| -- | ------------------------------------------------------------------------------------- | -------------------------------------------------- | ----- | ---- | ----------- |
| 1  | Paulo Cezar Vieira de Almeida Filho, Cezinha do Mercado (Barra do Piraí, 02.02.1978–) | Partido Humanista da Solidariedade (PHS)           | 1.881 | 3,58 | 1º mandato  |
| 2  | Pedro Fernando de Souza Alves, Pedrinho Adl (Vassouras, 30.04.1964–)                  | Partido Republicano Brasileiro (PRB)               | 1.592 | 3,03 | 1º mandato  |
| 3  | Rafael Santos Couto (Barra do Piraí, 01.09.1979–)                                     | Partido da República (PR)                          | 1.276 | 2,43 | 1º mandato  |
| 4  | Luiz Roberto Coutinho, Tostão (2017-2020) (Volta Redonda, 28.05.1969–)                | Partido da República (PR)                          | 952   | 1,81 | 1º mandato  |
| 5  | Paulo Rogério de Oliveira Ganem, Paulinho do Royal (Barra do Piraí, 20.10.1970–)      | Democratas (DEM)                                   | 891   | 1,70 | 1º mandato  |
| 6  | Joel de Freitas Tinoco (Barra do Piraí, 02.03.1960–)                                  | Partido Verde (PV)                                 | 882   | 1,68 | 1º mandato  |
| 7  | Cleber Bezerra da Silva, do Areal (Barra do Piraí, 13.01.1966–)                       | Partido Progressista (PP)                          | 819   | 1,56 | 1º mandato  |
| 8  | Espedito Monteiro de Almeida, Pastor Monteiro de Jesus (Barra do Piraí, 01.06.1974–)  | Partido Republicano Brasileiro (PRB)               | 800   | 1,52 | 1º mandato  |
| 9  | Anderson Ribeiro Pereira, Tegão (Rio de Janeiro, 15.04.1980–)                         | Partido Social Democrata Cristão (PSDC)            | 789   | 1,50 | 1º mandato  |
| 10 | Jair Ferreira Borges, Paulista (São Paulo, 23.02.1959–)                               | Partido do Movimento Democrático Brasileiro (PMDB) | 765   | 1,46 | 1º mandato  |
| 11 | Cleber Paiva Guimarães, do Sindicato (Barra do Piraí, 18.07.1940–)                    | Partido Trabalhista do Brasil (PTdoB)              | 754   | 1,44 | 1º mandato  |
| 12 | Cristiano Gama de Almeida (Barra do Piraí, 10.05.1978–)                               | Partido Progressista (PP)                          | 680   | 1,30 | 1º mandato  |
| 13 | Valdecir Groetaers Pegas, Cica (Barra do Piraí, 31.01.1964–)                          | Partido do Movimento Democrático Brasileiro (PMDB) | 666   | 1,27 | 1º mandato  |
| 14 | Antonio José Souza da Silva (Barra do Piraí, 08.01.1967–)                             | Partido Republicano Progressista (PRP)             | 473   | 0,90 | 1º mandato  |
| 15 | João Paulo Mariano Novaes (Barra do Piraí, 24.06.1984–)                               | Partido Humanista da Solidariedade (PHS)           | 369   | 0,70 | 1º mandato  |

## Legenda
| Cor  | Significado          |
| Bege | Presidente da Câmara |
| Azul | Suplente             |